# Maíla Machado
Maíla Machado (Limeira, 22 januari 1981) is een atleet uit Brazilië.
Machado liep drie maal de 100 meter horden op de Olympische Zomerspelen, in 2004 in Athene, in 2008 in Beijing en in 2016 in Rio de Janeiro.
- World Athletics: 14268986